# Pevná náprava

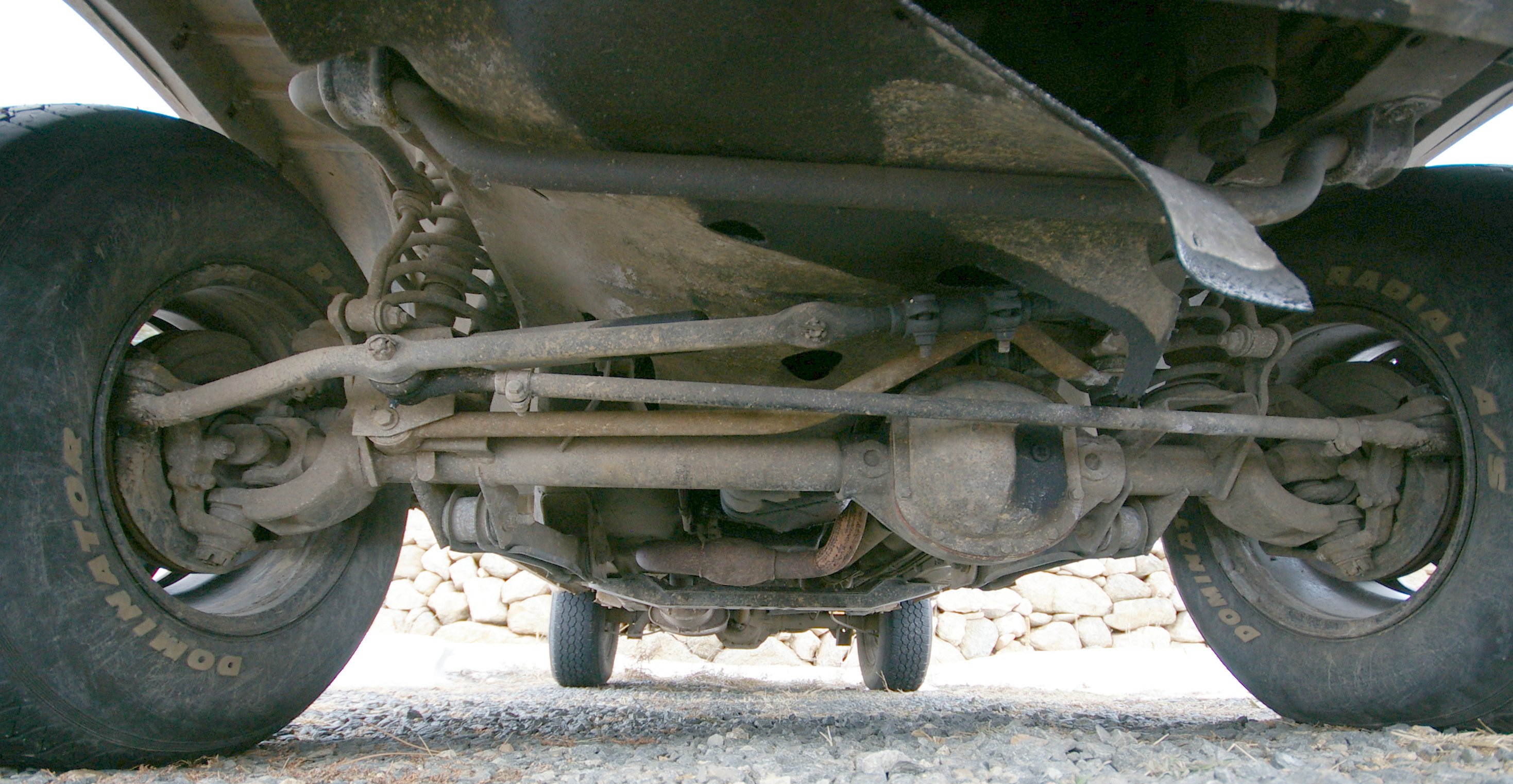
Pevná náprava na vozu Jeep. Zde konkrétně přední náprava s vinutými pružinami

Pevná náprava (též tuhá náprava) je typ nápravy automobilu nebo jiného vícestopého vozidla, kde jsou kola příčně pevně spojena do jednoho celku. Pro pohon se používají kloubové hřídele.
Poháněná pevná náprava obsahuje centrální diferenciál, ze kterého vycházejí kloubové hřídele k poháněným kolům. Některé typy pevných náprav, zejména nákladních automobilů, obsahují také nápravovou převodovku (kolovou redukci). Diferenciál je s pohonným agregátem spojen kloubovou hnací hřídelí. Celá náprava může být odpružena typicky listovými či vinutými pružinami nebo vzduchovými měchy.
Některé pevné nápravy používají vlečená či polovlečená ramena, Panhardovu tyč nebo Wattův přímovod pro vymezení svislého a příčného pohybu nápravy. Jinak je konkrétně na starších vozidlech použito řešení Hotchkiss, kde listové pružiny zajišťují jak odpružení, tak i vymezení polohy nápravy.

## Výhody a nevýhody
Podobně jako u nápravy s torzní tyčí je zde výhodou relativní jednoduchost, nižší výrobní náklady, nižší celková hmotnost vozidla a fakt, že náprava a její odpružení ubírá málo z vnitřního prostoru vozidla. Protože celé složení nápravy je skutečně jednoduchým a tuhým celkem, může být snadno provedeno jako pevné a robustní, což je výhodou pro vozidla s velkým výkonem nebo pro taková, která jsou určena pro použití v drsném prostředí nebo mimo silnice. Další výhodou je, že při použití v terénu zůstává světlá výška pod nápravou konstantní, i když se jedno kolo nadzvedne a druhé nikoli.

Charakteristika pevné nápravy : Změna odklonu při propružení jednoho kola, při propružení celé nápravy nikoli, velká neodpružená hmota

Principiální nevýhodou jsou negativní dopady na jízdní vlastnosti a ovladatelnost. Kola se nemohou při najetí na nerovnost pohybovat nezávisle. I když je celková hmotnost nápravy nízká, hmotnost diferenciálu a hřídelí je součástí neodpružené hmoty, proto se přenášejí větší síly na skelet vozidla a na posádku. Na rozdíl od toho, u systému nezávislého odpružení je diferenciál pevně spojen s vozidlem. Nižší neodpružená hmota má za následek lepší schopnost pohlcovat nerovnosti vozovky. Při použití u osobních vozů dnes často osazovaná víceprvková náprava má užitečnou schopnost měnit při zátěži sbíhavost a odklon nezávisle pro pravé a levé kolo - tuto schopnost pevná náprava nemá.

## Použití
Do 80. let 20. století byla pevná náprava nejčastějším systémem pro zadní poháněné nápravy u vozů ve Spojených státech. Běžná zůstává u nákladních vozidel, autobusů a jiných těžkých vozidel pro svoji potenciální robustnost a relativně nízké nároky na údržbu, avšak většina osobních aut nyní místo ní používá víceprvkovou nápravu.
Příklady některých osobních vozidel s pevnou poháněnou nápravou:
1. Odpružení listovými pružinami — starší modely Land Rover a Jeep
2. Odpružení vinutými pružinami — Range Rover 1 a 2, Rover SD1, Volvo 240;
3. Vzduchové odpružení — Range Rover 3.